# Xya albipalpis
Xya albipalpis är en insektsart som först beskrevs av Lucien Chopard 1933.  Xya albipalpis ingår i släktet Xya och familjen Tridactylidae. Inga underarter finns listade i Catalogue of Life.